# 飛龍斬
《飞龙斩》（英語：The Dragon Missile）是1976年上映的一部香港電影，由何梦华执导，倪匡编剧，罗烈等領銜主演。该电影主要讲述会使用飞龙斩双刀，并且不择手段的司马骏的故事。

## 劇情簡介
清朝年间，司马骏为了给王爷看病，于是去寻找长生藤。
然而，因为一个医生知道王爷并不是一个善待民众的人，所以这个医生自然是不同意，所以最后这个医生被司马骏用飞龙斩双刀杀死，其后，司马骏为了得到长生藤给王爷治病，从而让自己升官发财，于是他杀死了很多人，但是最后王爷还是死于疾病。
之后，一些人为了报仇，设计除掉了司马骏。

## 演员
- 罗烈
- 刘永
- 樊梅生
- 谷峰
- 欧阳莎菲
- 徐少强
- 西瓜刨
- 冯敬文
- 郝履仁
- 杨志卿
- 卢苇
- 李寿祺

## 职员表
- 制作人：陈列
- 监制：邵仁枚
- 导演：何梦华
- 副导演：洪克
- 编剧：倪匡
- 摄影：曹惠琪
- 配乐：陈永煜
- 剪辑：姜兴隆
- 道具：黎沃
- 指导：袁祥仁、唐佳
- 造型设计：吴绪清
- 服装设计：刘季友
- 灯光：陈芬
- 录音：陈永煜
- 剧务：黄锦盘
- 场记：程东明
- 布景师：陈景森

## 備註
1. ↑  吳昊. . 2004年.
2. ↑  张骏祥, 程季华. . 1995年.
3. ↑  . 2007年.
4. ↑  黃仁. . 1995年.
5. ↑  . 2012年.
6. ↑  伍宏. . 2008年.

## 相關連結
- 互联网电影数据库（IMDb）上《飛龍斬》的资料（英文）
- 豆瓣电影上《飛龍斬》的資料 （简体中文）
- 香港影庫上《飛龍斬》的資料（繁體中文）
- 爛番茄上《飛龍斬》的資料（英文）